# Liste der Monuments historiques in Saint-Jean-Kerdaniel
Die Liste der Monuments historiques in Saint-Jean-Kerdaniel führt die Monuments historiques in der französischen Gemeinde Saint-Jean-Kerdaniel auf.

## Liste der Bauwerke
| Bezeichnung        | Beschreibung           | Standort | Kennzeichnung | Schutzstatus | Datum | Bild           |
| ------------------ | ---------------------- | -------- | ------------- | ------------ | ----- | -------------- |
| Croix de Kerfontan | Kreuz, 17. Jahrhundert | (Lage)   | PA00089634    | Classé       | 1926  | weitere Bilder |